# Slip of the Tongue
Slip of the Tongue é o oitavo álbum de estúdio da banda britânica de rock Whitesnake, lançado em 1989.
Um dos destaques deste álbum é a presença do virtuoso guitarrista estadunidense Steve Vai, que substituía Adrian Vandenberg que havia se lesionado. Vandenberg revelou em várias entrevistas que ele acha que a guitarra extravagante de Vai talvez tenha sido um pouco inadequada, e que uma abordagem mais blues teria se adequado melhor ao álbum.
O disco conta com uma das formações mais estreladas da história do Whitesnake, sendo também um dos melhores álbuns já lançados pela banda.
O álbum alcançou a décima posição na UK Album Chart e na US Billboard 200. Três singles foram lançados do álbum: "Fool for Your Loving '89", "The Deeper the Love" e "Now You're Gone". Todos os singles alcançaram o Top 40 das faixas de rock mainstream dos EUA, dois dos quais, "The Deeper the Love" e "Fool for Your Loving", quebraram o Top 5. Slip of the Tongue vendeu mais de um milhão de cópias somente nos EUA, alcançando o status de disco de platina.
"Fool for Your Loving" apareceu originalmente no álbum Ready an 'Willing, mas foi regravada para este álbum.

## Faixas
Todas as canções compostas por David Coverdale e Adrian Vandenberg, exceto onde indicado.
1. "Slip of the Tongue" – 5:20
2. "Cheap an' Nasty" – 3:28
3. "Fool for Your Loving '89" (Coverdale, Micky Moody, Bernie Marsden) – 4:10
4. "Now You're Gone" – 4:11
5. "Kittens Got Claws" – 5:00
6. "Wings of the Storm" – 5:00
7. "The Deeper the Love" – 4:22
8. "Judgment Day" – 5:15
9. "Slow Poke Music" – 3:59
10. "Sailing Ships" – 6:02

## Singles
- "Fool for Your Loving"
- "Now You're Gone"
- "The Deeper the Love"

## Formação
- David Coverdale – vocal
- Steve Vai – guitarra
- Adrian Vandenberg - guitarra (foi creditado, mas não chegou a gravar)
- Rudy Sarzo – baixo elétrico
- Tommy Aldridge – bateria

### Músicos Convidados
- Glenn Hughes - vocal de apoio
- Tommy Funderburk - vocal de apoio
- Richard Page - vocal de apoio em "Now You're Gone"[7]
- Don Airey - teclado
- David Rosenthal - teclado